# 乐浪国

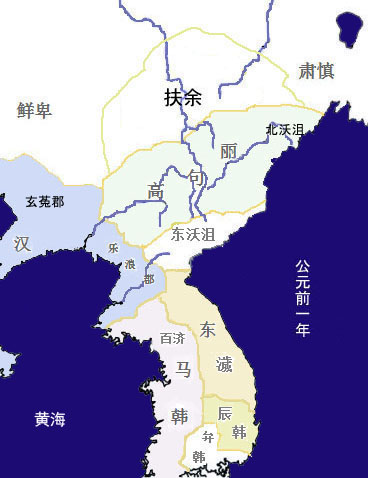
公元前后的朝鮮半島形勢

乐浪国（韓語：낙랑국）是存在于公元前1世紀至1世紀的古代朝鲜半岛北部部落国家。
乐浪国在乐浪郡附近，原为西汉乐浪东部都尉沃沮之地。新朝末年，自立为国。37年，高句丽大武神王高无恤襲滅樂浪国。47年十月，蠶支落部大加戴升等一萬餘家，詣樂浪投降漢朝。

## 好童王子的传说
高句丽大武神王高无恤王子好童，遊於沃沮。樂浪王崔理出行，見他問：“觀君顔色，非常人，豈非北國神王之子乎？”遂与好童同歸，把女儿嫁给了他。後来好童回國派人，问妻子崔氏：“如果能进入你们國家的武庫，割破鼓角，作为迎我之禮，不然我就不回来了。”原来樂浪有鼓角，若有敵兵，則自鳴，所以好童令崔氏弄破它。於是，崔女拿着利刀，潛入庫中，割鼓面角口，之后告诉好童。好童勸父亲襲樂浪国。崔理因为鼓角不鳴，没有防備，32年四月，高句丽兵至城下，然後知鼓角皆破，遂殺死女儿出降。好童是大武神王次妃（曷思王孫女）所生。顔容美麗，大武神王很喜欢他，起名好童。元妃恐怕他奪嫡爲太子，向大武神王讒言：“好童不以禮待妾，殆欲亂乎？”高无恤说：“若以他兒憎疾乎？”王妃知高无恤不信，哭泣而告：“請大王密候，若無此事，妾自伏罪。”於是，大王不能不疑，將归罪好童。有人对好童说：“你为什么不解釋乎？”好童说：“我要是解釋，彰顯母亲之惡，增加父王之憂，可謂孝乎？”十一月，好童王子伏劍自殺。

## 乐浪国和乐浪郡
一些史书以乐浪国就是西汉的乐浪郡。《三国史记》称公元44年九月，漢光武帝遣兵渡海，重新伐樂浪爲郡縣，薩水以南屬漢。但根据《后汉书》记载，新末东汉初王调据乐浪郡不服。30年秋，汉光武帝遣乐浪太守王遵攻打，郡吏杀王调降汉。并没有乐浪建国的记录。对于公元44年的事件，《后汉书》只说东夷韩国人率众诣乐浪内附。好童在沃沮遇见樂浪王崔理，《三国遗事》认为樂浪國是乐浪东部都尉下属的沃沮。